# Halo 2: Anniversary
Halo 2: Anniversary — компьютерная игра в жанре шутера от первого лица, разработанная компаниями 343 Industries и Saber Ineractive и изданная Xbox Game Studios. Игра представляет собой ремейк оригинальной Halo 2, которая является второй частью серии Halo. Игра была выпущена в 2014 году в составе сборника Halo: The Master Chief Collection на Xbox One. В 2020 году она, снова в составе того же сборника, была переиздана для Windows.

## Игровой процесс и сюжет
Halo 2: Anniversary идентична оригинальной Halo 2 и с точки зрения геймплея, и с точки зрения сюжета. Игра представляет собой шутер от первого лица и также включает в себя поездки на боевой технике, которой игрок управляет с видом от третьего лица. Игра является продолжением как Halo: Combat Evolved Anniversary, так и оригинальной Halo: Combat Evolved. Anniversary добавляет обновлённый мультиплеер и кооперативную кампанию для двух игроков.

## Разработка и выпуск
Разработкой Halo 2: Anniversary занимались четыре студии: 343 Industries осуществляла общее руководство проектом, Saber Interactive, ранее работавшая и над Halo: Combat Evolved Anniversary, занималась однопользовательской кампанией, Certain Affinity — многопользовательским режимом, Blur Studio создала пререндеренные ролики-синематики с высококачественной графикой в высоком разрешении — они заменили собой ряд сюжетных сцен, которые в оригинальной Halo 2 были выполнены на движке игры. В число этих роликов вошли и два совершенно новых, увязывающих сюжет Halo 2 с сюжетом Halo 5: Guardians.
Как и в Halo: Combat Evolved Anniversary, однопользовательская кампания Halo 2: Anniversary одновременно использует два игровых движка — старый движок отвечает за геймплей, а новый строит более красивую и современную картинку «поверх» старой версии. Версия для Xbox One работала в необычном разрешении 1328x1080, тогда как для других игр в сборнике Master Chief Collection — включая Halo: Combat Evolved Anniversary — нормой было разрешение 1920x1080. Директор по развитию франшизы Halo Фрэнк О'Коннор подчеркивал, что для Halo 2: Anniversary оказалось труднее добиться такой одновременной работы двух движков и возможности для игрока переключаться между ними на лету: в Halo 2 текстуры более высокого разрешения, более сложная геометрия, модели и анимации. Многопользовательский режим, сделанный с нуля с использованием другого движка — того же, что и в Halo 4 — не был связан такими ограничениями и работал в полноценном разрешении 1080p. Музыкальное сопровождение к игре было записано заново с участием Симфонического оркестра Сан-Франциско и двух хоров — взрослого из 40 человек и детского из 28 мальчиков.
Игра была выпущена для Microsoft Windows через Steam и Microsoft Store 13 мая 2020 года.

## Отзывы
| Сводный рейтинг | Сводный рейтинг |
| Агрегатор       | Оценка          |
| --------------- | --------------- |
| Metacritic      | 71 / 100        |

Игра получила положительные отзывы. В рецензиях снова хвалили графику, звук, а также возможность переключаться между старой версией игры и новой. 